# Hermann IX de Bade
Hermann IX de Bade, décédé le 13 avril 1353, fut co-margrave de Bade de 1333 à 1353 et comte d'Eberstein.

## Biographie
Hermann IX appartient à la première branche de la Maison de Bade, elle-même issue de la première branche de la maison de Zähringen. Il est le fils du Margrave Frédéric II de Bade et de sa première épouse Agnès de Weinsberg (morte le 3 mai 1320). À la mort de son père en 1333, il lui succède comme margrave de Bade à Eberstein. En 1344 il cède le château de l'Yburg au Margrave Rodolphe IV de Bade (mort en 1348). En 1350, après la mort de Rodolphe IV, l'Empereur Charles IV du Saint-Empire inféode de nouveau Yburg à Hermann IX. La même année il acquiert le village de Mörsch de l'abbaye de Herrenalb, car Rodolphe IV avait vendu ce village à l'abbaye avec une option d'achat. Avant le 3 juin 1341 il épouse  Mathilde de Vaihingen (morte le 13 avril 1381). Ils ont un fils unique : Frédéric IV de Bade, co-margave de Bade.
Hermann IX meurt en 1353. Son fils et co-régent Frédéric étant décédé avant lui la même année, Eberstein revient à son cousin germain Rodolphe VI, de la lignée principale de Bade-Bade.

## Sources
- Anthony Stokvis, Manuel d'histoire, de généalogie et de chronologie de tous les États du globe,depuis les temps les plus reculés jusqu'à nos jours, préf. H. F. Wijnman, Israël, 1966, Chapitre VIII. « Généalogie de la Maison de Bade, I. »  tableau généalogique no 105.
- Jiří Louda & Michael Maclagan, Les Dynasties d'Europe, Bordas, Paris 1981  (ISBN 2040128735) « Bade Aperçu général  », Tableau 106 & p. 210.